# Disco 4
Disco 4 é a quarta coletânea musical de remixes da banda Pet Shop Boys, lançado a 8 de outubro de 2007.
| Críticas profissionais                                                      | Críticas profissionais |
| Avaliações da crítica                                                       | Avaliações da crítica  |
| Fonte                                                                       | Avaliação              |
| --------------------------------------------------------------------------- | ---------------------- |
| allmusic                                                                    | [ 2 ]                  |
| NME                                                                         | [ 3 ]                  |
| Record Collector                                                            | [ 4 ]                  |
| Rockfeedback                                                                | [ 5 ]                  |
| Twisted Ear                                                                 | [ 6 ]                  |
| Virgin Media                                                                | [ 7 ]                  |
| The Word                                                                    | (Favorável)            |
| Esta tabela precisa de ser acompanhada por texto em prosa. Consulte o guia. |                        |

## Faixas
1. "Read My Mind" (Pet Shop Boys 'Stars are blazing' mix) (The Killers) – 7:20
2. "Hallo Spaceboy" (Pet Shop Boys extended mix) (David Bowie com Pet Shop Boys) – 6:34
3. "Integral" (Perfect immaculate mix) (Pet Shop Boys) – 6:38
4. "Walking on Thin Ice" (Pet Shop Boys electro mix) (Yoko Ono) – 6:28
5. "Sorry" (Pet Shop Boys maxi-mix) (Madonna) – 8:27
6. "Hooked on Radiation" (Pet Shop Boys orange alert mix) (Atomizer) – 5:44
7. "Mein Teil" (Pet Shop Boys) (Rammstein) – 7:08
8. "I'm with Stupid" (Pet Shop Boys maxi-mix) (Pet Shop Boys) – 8:13